# シンクロマニカ
「シンクロマニカ」は、ねごとの楽曲で、7枚目のシングル。2013年11月13日にKi/oon Musicから発売された。

## 解説
- アルバム『5』から、約10ヶ月ぶりのリリースとなる2013年2枚目のシングル。
- 「シンクロマニカ」は、フジテレビノイタミナ枠アニメ『ガリレイドンナ』のオープニングテーマ。
- 初回生産限定盤にはメンバーオリジナルデザインのメッセージプリントが封入されており、ジャケットもアニメと連動したものになっている。
- 『ガリレイドンナ』のストーリーをねごとのメンバーが演じるボイスドラマ「ねごとが、ガリレイドンナになってみた」が、初回限定盤にそれぞれ違うメンバーとキャラクターのバージョンが収録されている。

## 収録曲
- 全作詞・作曲 ねごと

初回限定盤A
1. シンクロマニカ
2. シンクロマニカ -instrumental-
3. ねごとが、ガリレイドンナになってみた 「葉月 by 沙田瑞紀」ver.
出演：沙田瑞紀
4. メルシールーを歌ってみた 「沙田瑞紀」short ver.
歌：沙田瑞紀

初回限定盤B
1. シンクロマニカ
2. シンクロマニカ -instrumental-
3. ねごとが、ガリレイドンナになってみた 「神月 by 澤村小夜子」ver.
出演：澤村小夜子
4. メルシールーを歌ってみた 「澤村小夜子」short ver.
歌：澤村小夜子

初回限定盤C
1. シンクロマニカ
2. シンクロマニカ -instrumental-
3. ねごとが、ガリレイドンナになってみた 「星月 by 藤咲佑」ver.
出演：藤咲佑
4. メルシールーを歌ってみた 「藤咲佑」short ver.
歌：藤咲佑

通常盤
1. シンクロマニカ
2. ばらの花
くるりが2001年に発表した同名シングル曲のカバー。
3. Lightdentity -Mizuki Masuda Remix-

## ガリレイドンナが、ねごとになってみた
『ガリレイドンナ』のBlu-ray&DVD 3巻の完全生産限定版に収録されている特典CDには、主要キャラクターが歌う「シンクロマニカ」のカバーバージョンが収録されている。
収録曲
1. シンクロマニカ 三姉妹&アンナ パート歌いver.（フルサイズ）
歌：星月・フェラーリ（日高里菜）、神月・フェラーリ（大久保瑠美）、葉月・フェラーリ（真堂圭）、アンナ・ヘンドリックス（井上麻里奈）
2. シンクロマニカ 星月 リードボーカルver.（TVサイズ）
歌：星月・フェラーリ（日高里菜）